# إد غالاغير
إد غالاغير (بالإنجليزية: Ed Gallagher)‏ هو لاعب كرة قدم أمريكية أمريكي، ولد في 6 أبريل 1957، وتوفي في 4 مايو 2005.